# أنشودة (اسم)
أُنشُوْدَة هو اسم علم مؤنث من أصل عربي، ومعناه هو قطعة من الشعر ينشدها جماعة على إيقاع احد.